# Chorizanthe parryi
Chorizanthe parryi S.Watson – gatunek rośliny z rodziny rdestowatych (Polygonaceae Juss.). Występuje naturalnie w południowo-zachodnich Stanach Zjednoczonych – w Kalifornii. 

## Morfologia

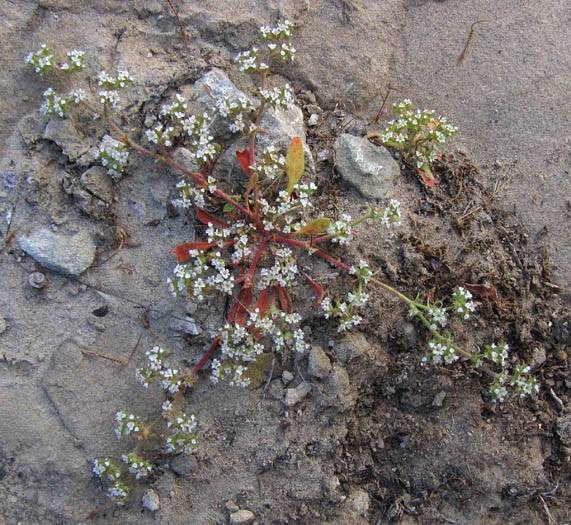
Pokrój gatunku

PokrójRoślina jednoroczna dorastająca do 5–40 cm wysokości. Pędy są owłosione.
LiścieBlaszka liściowa liści odziomkowych ma kształt od podłużnego do odwrotnie lancetowatego. Mierzy 5–25 mm długości oraz 2–6 mm szerokości. Ogonek liściowy jest owłosiony i osiąga 5–20 mm długości.
KwiatyZebrane w wierzchotki jednoramienne, rozwijają się na szczytach pędów. Okwiat ma obły kształt i barwę od białej do zielonkawej, mierzy do 2–3 mm długości.
OwoceNiełupki o kulistym kształcie, osiągają 2–3 mm długości.

## Biologia i ekologia
Rośnie w chaparralu oraz zaroślach. Występuje na wysokości do 800 m n.p.m. Kwitnie od kwietnia do czerwca. 

## Zmienność
W obrębie tego gatunku wyróżniono jedną odmianę:
- Chorizanthe parryi var. fernandina (S.Watson) Jeps.